# Chakwal
Chakwal é uma cidade do Paquistão localizada na província de Punjab.